# Динамо-СКА
«Динамо» — украинский футбольный клуб из Одессы. Основан в 1923 году под названием «Динамо» Одесса. Впоследствии команда неоднократно прекращала своё существование и возрождалась.

## Прежние названия
- 1923—1936: «Динамо»
- 1979-1993: «Динамо» Беляевка
- 1994—1995: «Динамо-Дагма»
- 1995—1996: «Динамо-Флэш»
- 1996: «Динамо-Смена» Южный
- 1997: «Динамо»
- 1998: «Динамо-СКА»

## История
Впервые на футбольной карте Одессы команда «Динамо» появилась в 1923 году. Впоследствии, неоднократно прекращая своё существование, она регулярно возрождалась, в 1979 году — на базе управления вневедомственной охраны УВД Одесской области, а в украинский период — в 1994 году под названием «Динамо-Дагма».
В 1988 году одесские динамовцы стали бронзовыми призёрами республиканских соревнований по футболу, а в 1989 году вышли в финал Кубка СССР среди коллективов физкультуры. В первом матче, который состоялся в Одессе, одесситы со счётом 1:0 выиграли у «Динамо» Зугдиди, а на ответный матч не выехали, опасаясь сложной обстановки, которая в то время сложилась в Грузии. Руководство одесского клуба, взвесив все обстоятельства, предложило аннулировать результат первого матча и сыграть финал на нейтральном поле, однако предложение это было отклонено. Более того, одесские динамовцы получили телеграмму от председателя райисполкома города Зугдиди, в которой гарантировался полный порядок во время проведения ответного матча. Но это не убедило одесситов. В конечном итоге одесситам было засчитано поражение в несостоявшемся ответном поединке и Кубок СССР, таким образом, достался грузинским футболистам.
В 1995/96 под названием «Динамо-Флэш» была включена в чемпионат Украины вместо расформированного «Черноморца-2». В 1996 году переведена в Южный как «Динамо-Смена» (в дальнейшем «Смена» Южный), возрождена в 1997, в 1998 заняла место расформированного «СКА-Лотто». В сезоне-1998/99 снялась с чемпионата после первого круга.
В настоящее время команда продолжает выступать в чемпионате города, но ветеранским коллективом. Команда «Динамо-Честь», которая просуществовала только один сезон (2006 год), заняв по его итогам вторые места во всех турнирах, в которых принимала участие (первая лига чемпионата Одессы, Кубок города и Кубок городской Федерации футбола), отношения к прежнему «Динамо» не имеет.

## Достижения
- Бронзовый призёр чемпионата УССР среди КФК 1988
- Финалист Кубка СССР среди КФК 1989
- Чемпион Одессы 1982
- Чемпион Одесской области 1985, 1986
- Бронзовый призёр чемпионата Одесской области 1987, 1988
- Обладатель Кубка Одессы 1985, 1987, 1988
- Обладатель Кубка Одесской области 1986, 1988, 1989, 1990, 1991
- Одесскому «Динамо» принадлежит рекорд розыгрышей Кубка Одесской области: команда принимала участие в семи финалах подряд

## Факты в чемпионатах Украины
- Самые крупные победы — 3:0 («Титан» Армянск и «Портовик» Ильичевск в 1997/98).
- Самое крупное поражение — 0:8 («Меховик» Тысменица в 1995/96 и СК «Одесса» в 1998/99).
- Лучший бомбардир — Артур Ляхов (15 мячей).